# Creu de Condomines (muntanya)
La Creu de Condomines és una muntanya de 531 metres que es troba entre els municipis de Guissona i Torrefeta i Florejacs, a la comarca catalana de la Segarra.
Al cim podem trobar-hi un vèrtex geodèsic (referència 268105001).